# Notophryxus lobus
Notophryxus lobus là một loài chân đều trong họ Dajidae. Loài này được Schultz miêu tả khoa học năm 1977.